# Gromada Chraboły
Gromada Chraboły war eine Verwaltungseinheit in der Volksrepublik Polen zwischen 1959 und 1972. Verwaltet wurde die Gromada (Volksrat) vom Gromadzka Rada Narodowa, dessen Sitz sich in Chraboły befand.

Die Gromada Chraboły gehörte zum Powiat Bielski in der Woiwodschaft Białystok und bestand aus den ehemaligen Gromadas Ploski und Haćki und dem Dorf Hryniewicze Duże der aufgelösten Gromada Kotły.

Zum 31. Dezember 1969 wurden die Dörfer Proniewicze und Hryniewicze Duże ausgegliedert und in die neugebildete Gromada Bielsk Podlaski angeschlossen.
Mit der der Kommunalreform von 1972 wurde die Gromada aufgelöst und in die reaktivierte Gmina Chraboły eingegliedert.